# Щеврик польовий
Ще́врик польови́й (Anthus campestris) — вид птахів роду щеврик родини плискових (Motacillidae). В Україні гніздовий, перелітний птах. Вид перебуває під охороною Бернської конвенції та ряду інших природоохоронних документів.

## Опис

### Морфологічні ознаки
Трохи більший за горобця, типовий щеврик. Маса тіла 22-25 г, довжина тіла близько 17 см. Дорослий птах зверху світлий, сірувато-бурий; над оком добре помітна білувата «брова»; низ кремовий; махові пера бурі; хвіст бурий, крайні стернові пера з білою барвою; дзьоб бурий; ноги бурі, кіготь заднього пальця короткий. Молодий птах зверху темніший і строкатий; на волі бурі плями.
Від інших щевриків відрізняється майже однотонним сірувато-бурим кольором верху і однотонно кремовим низом; молодий від молодого гірського щеврика — менш плямистими волом і боками тулуба, від молодих лісового і лучного щевриків — також дещо більшими розмірами і виразними світлими «бровами».

### Звуки
Пісня — короткі мелодійні трелі, поклик — коротке «чюп» або довге «тсііп» та «чілп». Співає під час хвилеподібного польоту.

## Поширення та місця гніздування

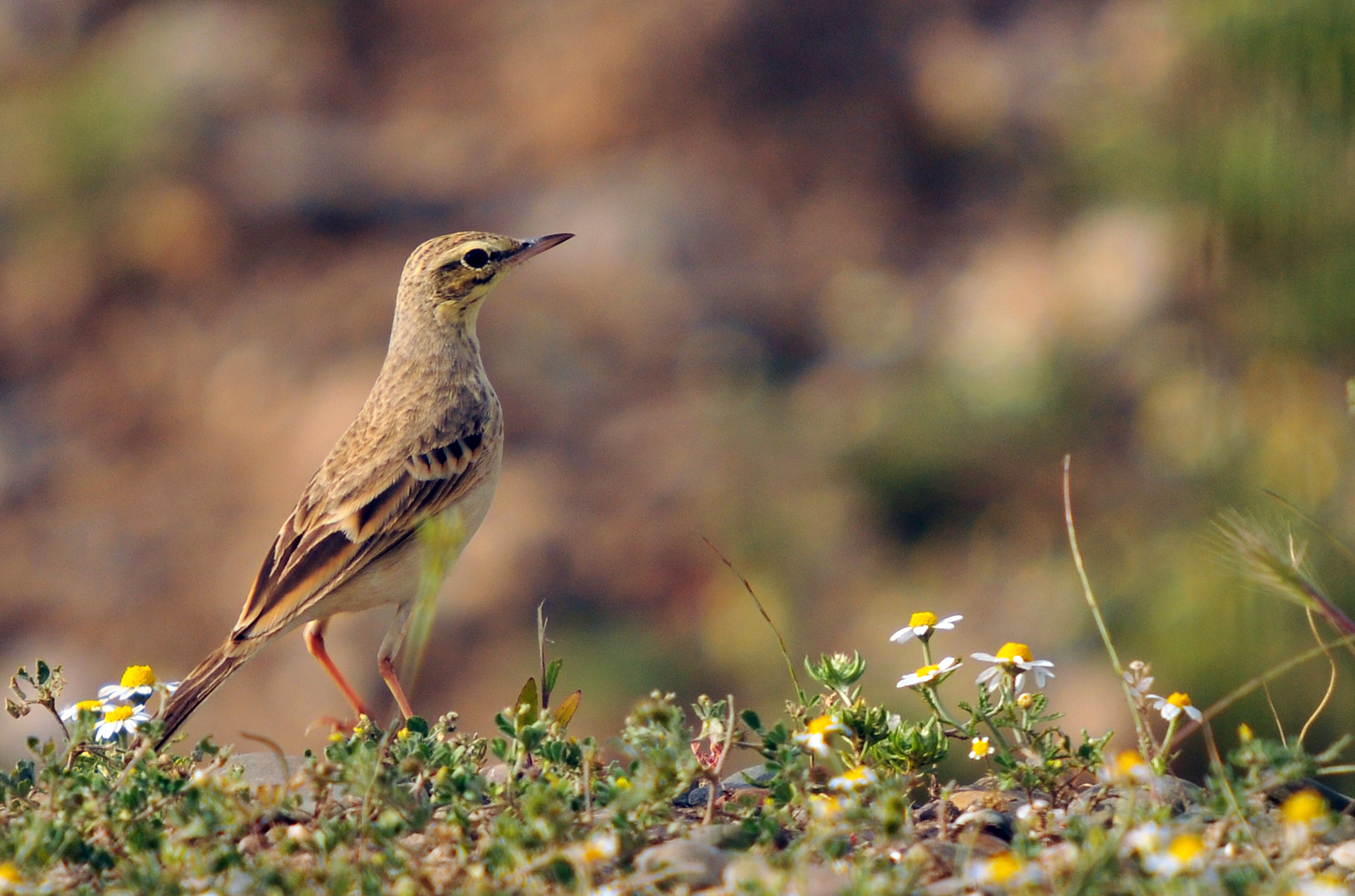
Щеврик польовий населяє відкриті біотопи

Ареал охоплює Північно-Західну Африку від західного Марокко до Туніса. На південь до південної межі Марокко, в Алжирі і Тунісі до 33-ї паралелі. Ізольовані місця гніздування існують в пониззях Нілу. У Західній Європі від атлантичного узбережжя на схід до західного підніжжя Східного Саяну, східної околиці Тувінської котловини, долини р. Ідер, східної межі Монгольського Алтаю і ймовірно Заалтайського Гобі. На північ до південної Швеції, південного узбережжя Фінської затоки; Ленінградської, Калузької, Тульської областей; далі на схід до 53-ї паралелі, між Уральським хребтом і Єнісеєм до 55-ї паралелі. На південь до узбережжя Середземного моря, південного узбережжя Малої Азії, по східному узбережжю Середземного моря до його південно-східного краю, в межах Іраку і Ірану до 35-ї паралелі, в Афганістані до 34-ї паралелі. Далі на схід південна межа ареалу проходить по південному підніжжю Тянь-Шаню і простягається до південно-східної межі Монгольського Алтаю. Населяє також острови Середземного моря і Канарські острови.
На зимівлю мігрує до Африки, Південної Азії та Індії.
В Україні гніздиться на всій території, крім гір; мігрує скрізь.
Щеврик польовий населяє відкриті ландшафти — степи, напівпустелі і пустелі. Оселяється в добре освітлених прогрітих місцях — серед сухих пісків річкових долин, на піщаних полях із розрідженою рослинністю, пустощах, у степу тощо.

## Чисельність
Чисельність в Європі оцінена в 1,0-1,9 млн пар, в Україні — 27,5-44,5 тис. пар.

## Гніздування

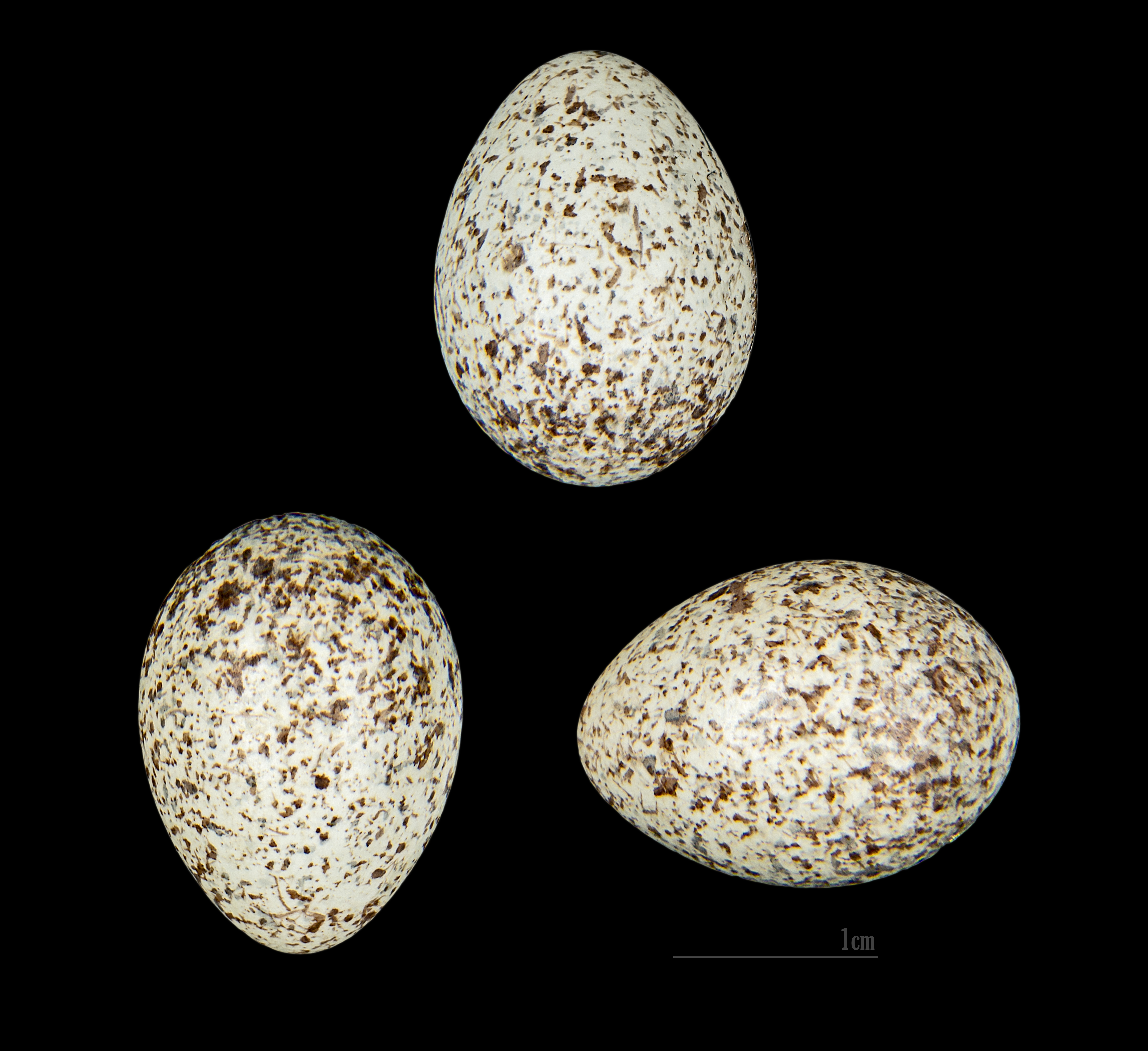
Яйця в оологічній колекції

Гніздиться окремими парами, в місцях із незімкненим трав'янистим покривом, де окремі кущики трави чергуються з ділянками оголеного ґрунту. Токова поведінка самця включає спів і токовий політ під час якого він піднімається на висоту до 30 м. Гніздо зазвичай споруджується на сухому місці в невеликому заглибленні ґрунту, частіше за все під купиною, кущиком трави, іноді в куртині полину або бодяку. Гніздо будується з рослинного матеріалу — стебла, листя, корінці трав (перш за все диких злаків). Гніздо має просту будову, пухке на вигляд. Вистилка лотка складається з більш ніжних, тонких стебел, нерідко із домішкою кінського волосся. Повна кладка нараховує 4—6, частіше 5, зрідка 3 яйця. Їх середні розміри в Європі 21,42×15,78 мм. Шкаралупа матова або злегка блискуча. Забарвлення її варіює від зеленуватого до жовтуватого або злегка рожевого кольору. На ньому розкидані сірі або коричнюваті маленькі плями різного розміру і тональності, які утворюють добре помітний віночок. Відкладання яєць в різних географічних регіонах триває протягом квітня — червня. Насиджує 3-14 діб самка. Пташенят годують обидва батьків протягом двох тижнів, потім опікуються ними ще протягом декількох тижнів. У випадку загибелі кладки може бути повторна.

## Живлення
Живиться переважно комахами та іншими безхребетними, як також деяким насіння. До його раціону потрапляють коротковусі прямокрилі, бабки, метелики, павуки, мурахи, мушки, слимаки та терміти. Фіксували випадки здобування щевриком польовим ящірки прудкої. Їжу збирає на землі, зазвичай бігаючи і хапаючи здобич дзьобом, і лише зрідка злітає за нею.

## Охорона
Стан більшості природних популяцій виду в межах ареалу залишається більш-менш стабільним. Саме тому він, згідно Червоного списку МСОП, отримав охоронний статус «відносно благополучний вид». Але в окремих регіонах спостерігається тенденція до зниження чисельності популяції виду, що потребує запровадження охоронних заходів. Тому, щеврик польовий занесений до Додатку ІІ Бернської конвенції (охоронна категорія: вид підлягає особливій охороні) та Резолюції 6 (види, що потребують спеціальних заходів збереження їхніх оселищ) цієї ж конвенції. Крім того, вид охороняється Директивою Європейського Союзу 2009/147/ЄС «Про захист диких птахів» (Додаток І. Види і підвиди, що знаходяться під загрозою вимирання, які є вразливими, рідкісними або специфічними з екологічної точки зору). На регіональному рівні в Україні щеврик польовий занесений до Червоного списку тварин Сумської  області.

## Систематика
Вид включає 3 підвиди: 
- A. c. campestris
- A. c. griseus
- A. c. kastschenkoi

## Цікаві факти
На честь щеврика польового названо астероїд 8776 Кампестріс.